# Floresina
Floresina es un género de foraminífero bentónico de la familia Turrilinidae, de la superfamilia Turrilinoidea, del suborden Buliminina y del orden Buliminida. Su especie tipo es Floresina durrandi. Su rango cronoestratigráfico abarca desde el Laghiense (Mioceno medio) hasta la Actualidad.

## Discusión
Clasificaciones previas incluían Floresina en el suborden Rotaliina del orden Rotaliida.

## Clasificación
Floresina incluye a las siguientes especies:
- Floresina amphiphaga
- Floresina curta
- Floresina durrandi
- Floresina latissima
- Floresina madagascariensis
- Floresina milletti
- Floresina paralleliformis
- Floresina philippinensis
- Floresina spicata